# 此本臣吾
此本 臣吾（このもと しんご、1960年2月11日 - ）は、日本の実業家。野村総合研究所取締役会長。

## 経歴・人物
1960年2月11日、埼玉県にある母の実家で生まれ、両親が住んでいた東京都豊島区駒込で育つ。妹が1人いる。3歳のときに東京都練馬区へ引っ越した。東京都立西高等学校を経て、1979年4月、東京大学理科一類入学。1983年3月、東京大学工学部卒業。1985年3月、東京大学大学院工学系研究科（産業機械工学専攻）修士課程修了。同年、野村総合研究所入社。1994年台北支店長、2000年産業コンサルティング部長、2003年情報・通信コンサルティング部長、2004年執行役員アジア・中国事業コンサルティング部長、2007年コンサルティング事業本部副本部長を経て、コンサルティング第三センター長兼技術・産業コンサルティング二部長。2010年よりコンサルティング事業本部長（SC事業本部副本部長）常務執行役員。2016年4月、代表取締役社長に就任。2019年6月より、代表取締役会長兼社長。2024年4月に代表取締役会長、同年6月に代表権の無い取締役会長となった。2024年6月、ソニーグループ社外取締役に就任。
- 機械、自動車などの技術産業政策・戦略、中国事業戦略[5]などのコンサルティングが専門[6]。
- 九州大学客員教授。立命館大学客員教授。

## 主な著書
- 「2015年の中国―胡錦涛政権は何を目指すのか」 - 単行本 (2008/2) 此本 臣吾、野村総合研究所